# Esplorazione di Nettuno
L'esplorazione di Nettuno è resa difficoltosa dalle grandi distanze che separano il pianeta dalla Terra e dal Sole. Ogni missione deve essere dotata di un sistema di alimentazione in grado di fornire energia alla sonda senza la possibilità di conversione dell'energia solare attraverso l'uso di pannelli fotovoltaici. Attualmente, l'unica fonte praticabile di energia è un generatore termoelettrico a radioisotopi. Ciò determina alcuni problemi che sono stati già riscontrati nello sviluppo di missioni verso il sistema solare esterno:
- il quantitativo di plutonio, l'elemento radioattivo utilizzato nel generatore, destinato a scopi scientifici è limitato e ogni missione diretta verso Nettuno si trova a competere con altre missioni dirette verso i pianeti esterni per il suo utilizzo;
- il lancio di sonde dotate di materiale radioattivo è osteggiato sia da numerosi gruppi ambientalisti, sia da alcuni governi (principalmente europei).

Inoltre, la grande distanza dalla Terra comporta una lunga durata della missione, quindi un incremento dei costi del segmento di terra.
D'altra parte Nettuno ed il suo sistema hanno destato l'interesse della comunità scientifica: Nettuno presenta un'attività atmosferica elaborata ed è il prototipo di un gruppo di esopianeti, giganti gassosi con un nucleo roccioso ed uno strato di ghiaccio d'acqua sotto l'atmosfera; Tritone è geologicamente attivo ed è, secondo le teorie più accreditate, un Kuiper Belt object (KBO) catturato da Nettuno.
Nettuno è stato raggiunto da una sola sonda spaziale, la Voyager 2, lanciata il 20 agosto 1977 da Cape Canaveral e giunta in prossimità del pianeta oltre dieci anni dopo, il 25 agosto 1989, dopo un viaggio di oltre 5 miliardi di km.

## Voyager 2

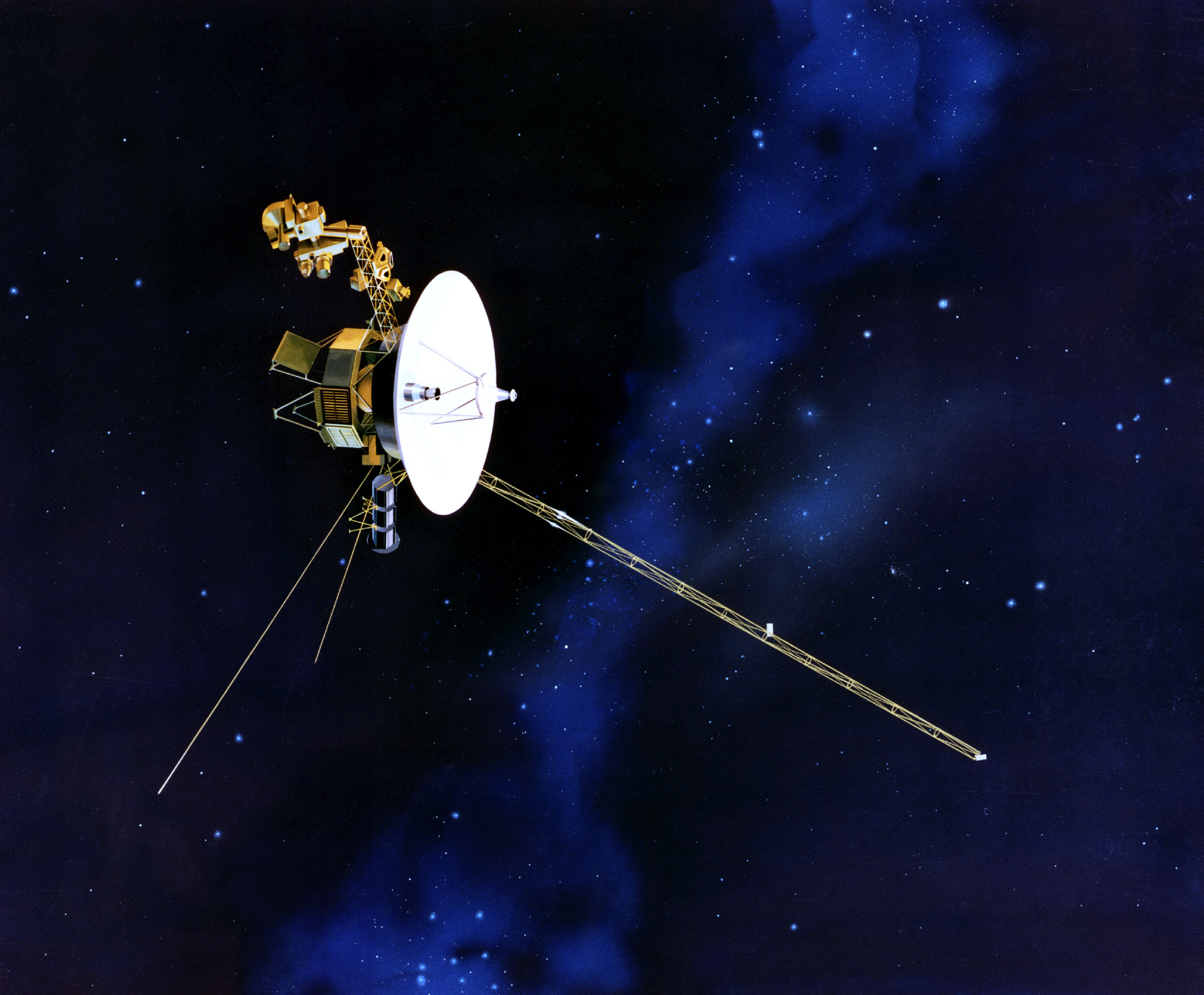
Una rappresentazione artistica della sonda spaziale statunitense Voyager 2.

### Le difficoltà di trasmissione
Nonostante la grande distanza (oltre 4 ore luce dalla Terra; ciò significa che la sonda non poteva essere controllata direttamente dal suolo), e sebbene la missione originaria di Voyager 2 prevedesse solamente il sorvolo di Giove e Saturno, la sonda esplorò con successo il sistema nettuniano, discostandosi di appena 10 km dalla traiettoria prevista ed inviando a Terra una grande quantità di immagini e dati.
Per captare i debolissimi segnali della sonda fu necessario migliorare grandemente le tecniche di ricezione dei dati ed allestire rapidamente nuove antenne per implementare il Deep Space Network; grazie a tutti questi accorgimenti fu possibile ricevere i segnali della Voyager 2 esattamente alla stessa velocità con cui era stato possibile farlo in occasione del sorvolo di Urano, oltre tre anni e mezzo prima.

### Le tecniche di puntamento
A causa della ridotta intensità della luce solare, fu necessario provvedere a manovre di compensazione combinate della sonda e della piattaforma degli strumenti in modo da permettere un maggiore tempo di esposizione delle fotocamere senza pregiudicare la qualità delle immagini.

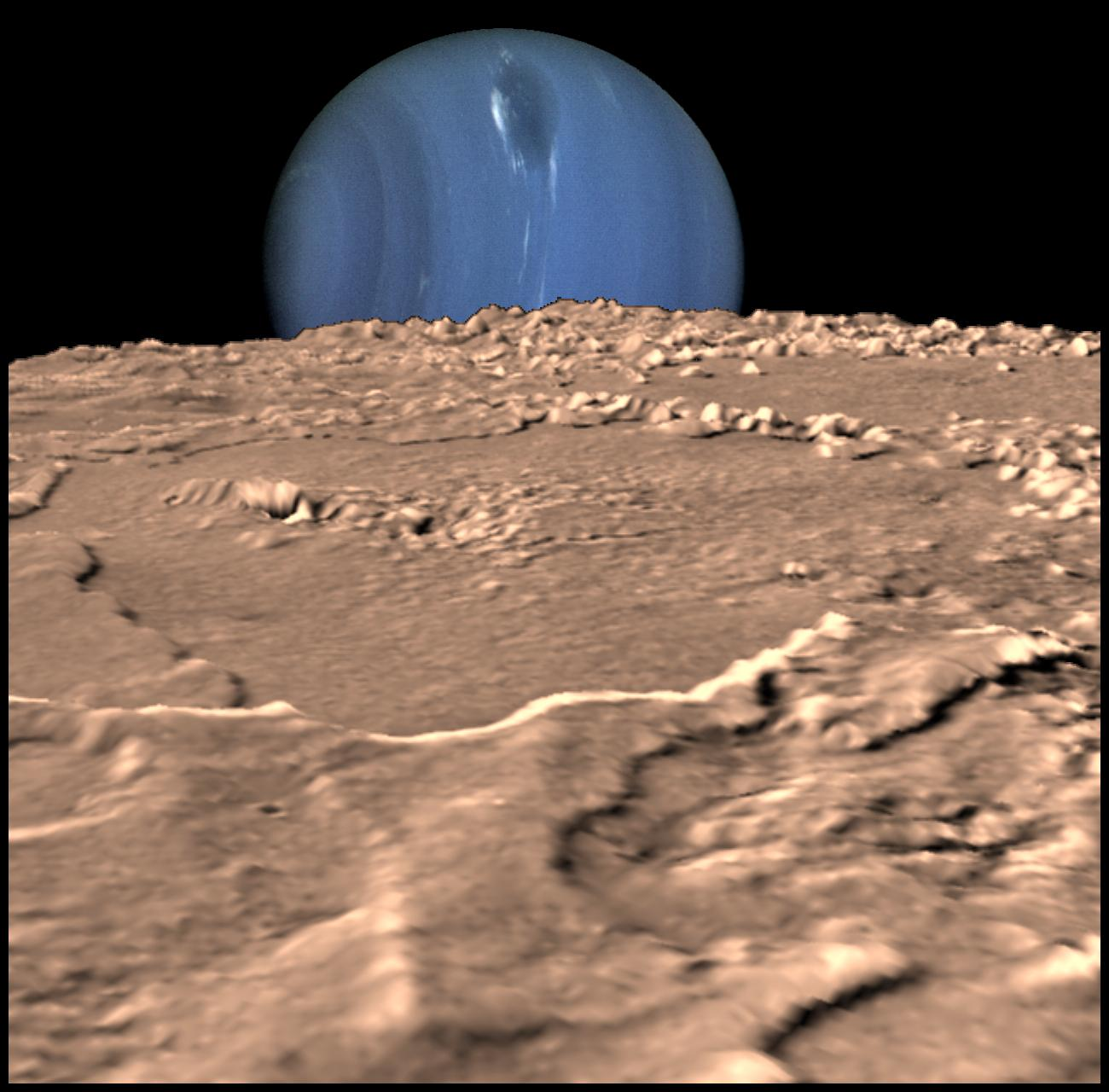
Nettuno visto da Tritone all'orizzonte, in un montaggio effettuato tramite fotografie riprese dalla Voyager 2

### La traiettoria
Il 25 agosto 1989 la Voyager 2 sorvolò il polo nord di Nettuno ad una distanza di 4 950 km dalla superficie visibile, per poi raggiungere Tritone, il satellite maggiore, sorvolato ad una distanza di circa 40 000 km; nel corso della missione furono scoperti sei nuovi satelliti naturali ed un tenue sistema di anelli planetari.
Precedenti osservazioni condotte dalla Terra avevano già portato ad ipotizzare la presenza di archi d'anello attorno a Nettuno; la Voyager individuò invece anelli completi, dalla densità variabile, ricchi di addensamenti e di rarefazioni.

### Risultati scientifici
Voyager 2 permise di ottenere le prime immagini ravvicinate di Nettuno e di Tritone, evidenziando il loro colore e la presenza di formazioni atmosferiche e permettendo di calcolarne con precisione la massa, la temperatura media e la velocità di rotazione. Sulla superficie di Tritone furono inaspettatamente individuati dei geyser di azoto gassoso.
Vennero inoltre scoperte le inattese peculiarità del campo magnetico di Nettuno, come l'elevata inclinazione rispetto all'asse di rotazione (47°) e la bizzarra orientazione (non ha origine nel nucleo, ma nel mantello del pianeta).

### Termine della missione
Dopo le ultime misure scientifiche condotte durante la fase di allontanamento dal gigante gassoso, il 2 ottobre 1989 tutti gli strumenti della sonda vennero spenti, lasciando in funzione solamente lo spettrometro ultravioletto. Voyager 2 iniziava così la sua lunga marcia verso lo spazio interstellare, alla velocità di 470 milioni di km all'anno; l'inclinazione della sua traiettoria rispetto all'eclittica è di circa 48°. Si ritiene che, al ritmo attuale, Voyager 2 raggiungerà il sistema di Sirio nell'anno 358000.

## Missioni future

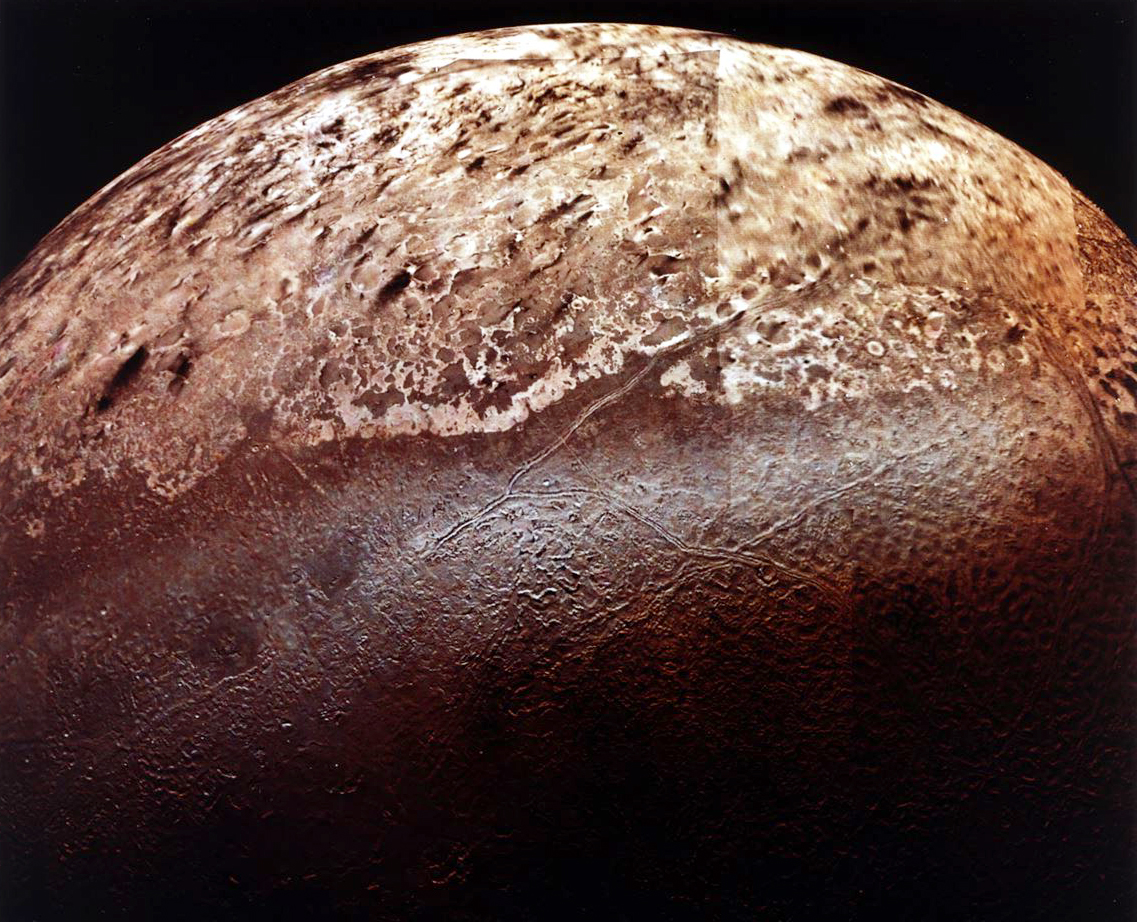
Un'immagine di Tritone ripreso dalla Voyager 2.

Al 2023 non c'è nessun progetto approvato da NASA ed Agenzia spaziale europea per esplorare Nettuno.
La missione Neptune Orbiter presentata nel 2005 prevedeva di porre un orbiter in orbita intorno al pianeta, di inviare uno o due lander su Tritone ed una sonda atmosferica nell'atmosfera di Nettuno, così come è stato per l'Atmospheric probe della sonda Galileo, La proposta fu ritirata nel 2008 quando NASA e ESA scelscero di proseguire gli studi per una missione congiunta nel sistema gioviano, la Europa Jupiter System Mission. La NASA ha presentato nel 2020 un progetto chiamato Neptune Odissey, simile al precedente, che prevede un orbiter e una sonda atmosferica da rilasciare nell'atmosfera del pianeta. La sonda spaziale partirebbe nel 2033 e arriverebbe dalle parti di Nettuno nel 2049. Tuttavia nella pubblicazione del Planetary Science Decadal Survey per gli anni 2023-2032 è stata raccomandata, per ragioni logistiche, la missione Uranus Orbiter and Probe come missione per un orbiter verso i giganti di ghiaccio, con la massima priorità davanti a Enceladus Orbilander.
Poiché l'interesse per l'esplorazione del sistema di Nettuno è notevole, alcuni studiosi avevano proposto alla NASA di dirigervi la missione Argo per un sorvolo di Nettuno e Tritone, inquadrata come New Frontiers mission (come New Horizons e Juno), che prevedeva un finanziamento inferiore al miliardo di dollari.... La proposta tuttavia non fu ufficialmente inoltrata per la selezione del New Frontier 4, soprattutto a causa della carenza di plutonio-238 per il generatore termoelettrico a radioisotopi (RTG) necessario per l'energia elettrica.
Alcune proposte di missione in fase di sviluppo includono:
- Interstellar Express— Una coppia di sonde del CNSA progettate per esplorare l'eliosfera. La seconda sorvolerebbe Nettuno nel 2038 a una distanza di 1.000 km e lancerebbe una sonda atmosferica su Nettuno durante il suo passaggio.[12]
- ODINUS — Un concetto di missione dell'ESA basato su una doppia missione per studiare i sistemi di Nettuno e Urano. La data di lancio sarebbe il 2034.[13]
- Triton Hopper — Uno studio del NASA Institute for Advanced Concepts per una missione su Nettuno con l'obiettivo di atterrare e volare da un sito all'altro sulla sua luna maggiore, Tritone.[14]
- Trident — Finalista per la selezione del programma Discovery 16, eseguirebbe un singolo sorvolo di Nettuno nel 2038 studiando da vicino la sua luna più grande, Tritone.[15]
- Neptune Odyssey — l'attuale concetto di missione del Neptune Orbiter studiata come una possibile grande missione Flagship dalla NASA che verrebbe lanciata nel 2033 e arriverebbe a Nettuno nel 2049.[16]

I concetti di missione annullati o non selezionati includono:
- Argo — Un concetto di missione cancellato del Programma New Frontiers, una missione con sorvoli di Giove, Saturno, Nettuno (con Tritone) e la fascia di Kuiper, con lancio nel 2019.
- New Horizons 2 — Un concetto di missione cancellato per una missione con sorvolo del sistema di Nettuno e della fascia di Kuiper basata sulla sonda New Horizons.

La traiettoria che consente il massimo risparmio di energia per un lancio dalla Terra verso Nettuno utilizza un'assistenza gravitazionale di Giove, aprendo una finestra di lancio ottimale con un intervallo di 12 anni, quando Giove si trova in una posizione favorevole rispetto alla Terra e a Nettuno. Una finestra di lancio ottimale era aperta per tale missione dal 2014 al 2019, con la prossima opportunità che si sarebbe verificata dal 2031. Con la nuova tecnologia Space Launch System (SLS) in fase di sviluppo, le missioni nello spazio profondo con carichi utili più pesanti potrebbero potenzialmente essere spinte a velocità molto maggiori (200 UA in 15 anni) e le missioni sui pianeti esterni potrebbero essere lanciate indipendentemente dall'uso di gravity-assist.